# 잴림 코초예프
잴림 올레고비치 코초예프(아제르바이잔어: Zəlim Oleqoviç Kotsoyev, 1998년 8월 9일~) 또는 젤림 올레호비치 코초예우(우크라이나어: Зелім Олегович Коцоєв)는 우크라이나와 아제르바이잔의 유도 선수이다. 2024년 하계 올림픽 남자 하프헤비급 금메달을 획득했으며 세계 유도 선수권 대회에서 금메달 1개, 동메달 2개를 획득했다.